# Iğdır
 For alternative betydninger, se Iğdır (provins).
Iğdır, er en by i det østlige Tyrkiet. Byen har omkring 137.613(2018) indbyggere. Den er også hovedstad i provinsen Iğdır. 

## Geografi
Iğdır ligger i det sydøstlige Anatolien, nordvest for Araratbjerget som ses fra byen, og delvist ligger i provensen.
Byen ligger ca. 30 km fra Armenien og 18 km fra den Aserbajdsjanske grænse.

## Fotos
- Iğdır set fra Araratbjerget
- Iğdırsletten
- Iğdır
- Gravsten formet som et får i Iğdır
- Iğdır folkedrabsmindesmærke og museum